# 越えざるは紅い花
『越えざるは紅い花』（こえざるはあかいはな）は、Operetta Dueより2012年9月7日に発売された成人女性向けアドベンチャーゲーム。
コンシューマーゲーム用移植版として、『越えざるは紅い花〜大河は未来を紡ぐ〜』（こえざるはあかいはな たいがはみらいをつむぐ）がヒューネックスよりPlayStation Portable用ソフトとして2014年3月20日に発売され、これに追加要素をいれたPlayStation Vita用ソフト『越えざるは紅い花〜恋は月に導かれる〜』が2016年6月23日に発売された。また、2023年2月23日にはPlayStation Portable版とPlayStation Vita版を収録し新規要素を追加したNintendo Switch用ソフト『越えざるは紅い花〜対の月〜』が発売された。

## あらすじ
ある大陸では、腐死という不治の病により、女性の数が著しく減った。
その大陸の南部にあるルスに暮らす少女、ナァラは幼いころ母親を失った時、次期国王であるオーリに助けられた。
その後、ナァラは王家に養女として迎えられ、オーリの許嫁となった。
だが、あるとき、かつてナァラの母を奪ったナスラの軍にナァラはさらわれた。

## 登場人物
ナァラ
声 - 手塚りょうこ（PC）、立石めぐみ（PSP）
主人公。オーリとは幼馴染にして義妹であり、許嫁でもある。
トーヤ
声 - 皇帝（PC）、立花慎之介（PSP）
ナスラの国王。女不足解消のためにルスから女性をさらっているが、女性への暴行を禁じる"ナスラ選択法"を定めるなど、女性への配慮に取り組んでいる。
ノール
声 - 紫原遥（PC）、鈴木千尋（PSP）
トーヤの忠臣。温厚なようで冷徹。
スレン
声 - 堀川忍（PC）、宮下栄治（PSP）
ナスラ軍司令官。
ナラン
声 - 紀之（PC）、杉山紀彰（PSP）
スレンの弟分。ルートによってはナァラに救いの手を差し伸べる。
ルジ
声 - 佐和真中（PC）、中澤まさとも（PSP）
温厚な性格の薬師。
セフ
声 - 小田桐ヒョーマ（PC）、小田敏充（PSP）
大臣オルテの一人息子にして第一秘書。
エスタ
声 - 三楽章（PC）、牧野秀紀（PSP）
ノールの秘書を務める男性。仕事は完璧だが、常に無表情。
ウル
声 - 雪ノ彩シロ（PC）、 雪代綾乃（PSP）
少女のようなかわいらしい少年。ルートによってはナァラの従者となる。
オーリ
声 - 静陵聖（PC）
サラーナ
声 - 星岡奏衣（PC）
ナァラの幼馴染で、穏やかな性格。
シャル
声 - 桃井いちご（PC）
ナァラの幼馴染で、気の強い性格。
エルス
声 - 夏村伊介（PC）
ルジの昔馴染みで、かなり楽観的な性格。
選択法支持者。
バル
声 - 烏丸葉月（PC）、成澤卓（PSP）
ルジとエルスの共通の幼馴染。かなり寡黙な性格。
オルテ
声 - 伊礼泰三（PC）
セフの父たる大臣。

## Webラジオ
『紅花ラジオ』は、2013年12月26日から2014年3月13日までGirls-Style特設ページで全4回放送されたWebラジオ。
2014年5月30日にDJCDとしてCDが発売。
パーソナリティ
- 第1回：宮下栄治＆杉山紀彰
- 第2回：立花慎之介＆柿原徹也
- 第3回：中澤まさとも＆小田敏充＆牧野秀紀
- 第4回：宮下栄治＆杉山紀彰

## イベント
『越えざるは紅い花～恋連なる～』は、2014年3月22日・23日にPlayStation Portable用ソフトの発売を記念して行われた朗読劇イベント。PlayStation Vita用ソフトの発売記念イベント『越えざるは紅い花～恋連なる～ 再演』として2016年5月7日・8日に再演された。
スレンルートのベストエンド後のストーリーを、原作シナリオを担当した松竹梅が執筆した。再演専用シナリオとして、本編終了後にルジ・セフ・エスタのベストエンド後のおまけストーリーも発表された。来場者には半券と引換でドラマCDが配られた。
おまけストーリー 概要：5月7日　ルジ（出演：ルジ　中澤まさとも、ウル　雪代綾乃）、5月8日マチネ　エスタ（出演：エスタ　牧野秀紀、ウル　雪代綾乃）、5月8日ソワレ　セフ（出演：セフ　小田敏充）
主催はIGNOTE、イベント制作はSTUDIO La Neige。

## 関連商品
サウンドトラック&ボイスドラマ
- 越えざるは紅い花～想いは永久に語り継がれて～（Operetta Due）

サウンドトラックはCDだが、ボイスドラマパートはDVDへの収録となっていて音楽CD専用のプレイヤーでは再生できない仕様である。
ドラマパートはトーヤ、スレン、ノール、ナラン、ルジ、セフ、エスタ、ウルのエンド後のストーリーが収録されている。
DJCD
- 越えざるは紅い花～大河は未来を紡ぐ～ 紅花ラジオ（ヒューネックス）

詳細は#Webラジオ
小説&ドラマCD
- 越えざるは紅い花 SS集（宙出版・Sweet Princess Collection）

雑誌や公式サイト等で書き下ろされたSSをすべて掲載、書き下ろしもある。付録は録り下ろしのドラマCD。